# Mauro Álvarez Fernández
Mauro Álvarez Fernández és un escultor espanyol, nascut Oviedo, Principat d'Astúries, Espanya, el 1945.
Va estudiar a l'Escola d'Arts i Oficis d'Oviedo, on va ingressar amb dotze anys. Abans d'acabar aquests estudis, va aconseguir el títol de Mestre Buidador. Porta a terme, en aquesta època, moltes peces d'art funerari (Àngels, Cristos, Verges ..), escultures ornamentals de motius animalístics, així com relleus de temàtica diversa per gerros.
Mauro es forjarà seguint els treballs d'artistes com Francisco Toledo, Magí Berenguer o  Paulino Vicente i escultors com Félix Alonso Arena, encara que no cal deixar de banda l'experiència que s'adquireix amb el treball diari com modelista i dissenyador, al taller de Porcellanes Guisasola (treball que va aconseguir de la mà de Adolfo Folgueras i, entre 1962 - 1972, com a escultor per Internacional de Reproduccions Artístiques, moment en què funda el seu propi taller de ceràmica, en el qual en un primer moment signa les seves obres sota el pseudònim de "Boliau" (de jove, durant les vacances d'estiu treballava al taller de Josep Menéndez Pintat a Colloto, que va tenir de mestre a José "El Boliau" l'avi del mateix Mauro, d'aquí possiblement el pseudònim que utilitza). en aquesta època, realitza infinitat de retrats de personalitats de la vida política, financera i artística, la qual cosa li permet i alhora el porta a inaugurar el seu propi taller de fosa a bronze a 1982.

## Activitat artística

### Premis i guardons
Mauro Álvarez Fernández ha estat set vegades Primer Premi del Certamen Provincial d'Art i que ha participat en multitud de fires nacionals i internacionals.
També va realitzar una gran tasca com a restaurador habitual al Museu de Belles Arts d'Astúries a Oviedo.

### Obres Públiques
La Regenta, 1997, Plaça d'Alfons II, el Cast (davant de la Catedral), Oviedo.
 Violinista, 1997, Plaça de la Gesta, Oviedo.
Relleu d'Alfons VII, sense data, Plaça de la Ferreira, Avilés.
Jugadors de bàsquet, sense data, Coín, Màlaga.
Violinista amb nens (o Monument al violinista), 2002, Plaça des Mercadal, Tudela, Navarra.
La Torera, 2002, Parc de Sant Francesc, Oviedo.
Monument a Mari Luz i els seus dos fills, sense data, Lastres, Astúries.

### Escultures en altres llocs públics
Sant Martí, alt relleu de l'Altar Major, sense data, església de Cullea, Ribadesella, Astúries.

### Obres en Museus i altres institucions
Bust d'Armando Palacio Valdés, sense data, entrada Teatre d'Avilés.
Retrat del pintor Paulino Vicente, sense data, Museu de Belles Arts, Oviedo.

### Restauracions
Bust del Mestre Muñiz, Campo de San Francisco, Oviedo.